# Wan Li
Wan Li (čínsky pchin-jinem Wàn Lǐ, znaky 万里; 1. prosince 1916, Tung-pching – 15. července 2015, Peking) byl významný politik čínské komunistické strany. Byl místopředsedou Státní rady Čínské lidové republiky, členem Ústředního výboru Komunistické strany Číny a předsedou stálého výboru Všečínského shromáždění lidových zástupců.

## Raná léta
Wan Li se narodil do chudé rodiny v provincii Šan-tung. Během svých vysokoškolských studií založil knižní klub, který se zabýval studiem marxisticko-leninské literatury. Během japonské okupace se aktivně angažoval v protijaponských aktivitách a připojil se k hnutí 9. prosince. V tomto období zastával na částečný úvazek práci učitele. V roce 1936 vstoupil Wan Li ve svých 20 letech do Komunistické strany Číny a poměrně rychle začal stoupat v její hierarchii.

## Po vzniku ČLR
Po vzniku Čínské lidové republiky v roce 1949 Wan Li pokračoval v dráze úspěšného politika. V roce 1952 byl převelen do Pekingu, kde v letech 1958–59 dohlížel na stavbu tzv. „Deseti velkých budov“ V rámci komunistické strany patřil Wan Li k reformnímu křídlu, stejně jako Teng Siao-pching, jehož vedení Wan Li následoval a byl mu pravou rukou. Během kulturní revoluce ale spolu s Teng Siao-pchingem upadl v nemilost a v roce 1966 byl, stejně jako mnoho dalších, poslán na tzv. „převýchovu prací“, čímž přešel do ústraní. Na své posty v Pekingu se vrátil až po uklidnění situace v roce 1973, v letech 1975–77 zastával funkci ministra železnic.

## Reformy
Wan Li pomohl v Číně prosadit důležité zemědělské reformy, které začaly v roce 1978 v provincii An-chuej, kde v té době působil. Tyto reformy byly vynuceny několika faktory. Zaprvé, po hospodářském experimentu Mao Ce-tunga s tzv. „Velkým skokem vpřed“ se Čína na počátku 60. let nacházela ve zbídačeném stavu, kdy lidé neměli co jíst a umírali hlady v zoufalých podmínkách. Wan Li zasažené oblasti v provincii An-chuej několikrát osobně navštívil, aby lépe pochopil situaci místních obyvatel. To, co viděl, jej hluboce zasáhlo a utvrdilo ho to v odhodlání nastalou situaci změnit. Dalším faktorem, který vyvolal potřebu reforem, bylo extrémní sucho, které provincii An-chuej postihlo v roce 1978 a bylo jedno z nejhorších v zaznamenané historii. Kombinace následků Velkého skoku vpřed a extrémního sucha si žádala řešení v podobě reformy zemědělství. Jedna ze změn, kterou Wan Li pomohl prosadit, bylo postupné zrušení komun, které se ukázaly být značně neefektivní. Půda byla ze správy komun převedena do správy jednotlivých domácností. Reformy se v počátcích setkávaly s kritikou části komunistické strany, kdy někteří straníci tvrdili, že nejsou dostatečně socialistické a efektivní. Později se ale ukázaly být velice účinné a Wan Limu je připisován úspěch na výrazném zvýšení zemědělské produkce v provincii An-chuej.

## Konec působení ve straně
Po úspěšných reformách byl Wan Li povýšen do užšího vedení komunistické strany. V roce 1980 se stal místopředsedou Státní rady a v roce 1988 předsedou Všečínského shromáždění lidových zástupců. Zlomový okamžik přišel spolu s událostmi na Náměstí nebeského klidu v Pekingu v roce 1989. Když byla situace mezi demonstrujícími studenty a komunistickou stranou pod vedením Teng Siao-pchinga vyostřená, studenti se obrátili na liberálně smýšlejícího Wan Liho, aby s nimi navázal dialog a vyjádřil jim podporu. Wan Li narychlo ukončil svoji návštěvu Spojených států a Kanady a odletěl do Číny, kde ale nakonec projevil loajalitu straně a protestující oficiálně nepodpořil. Poté, co byly protesty v Pekingu brutálně potlačeny, nakonec Wan Li vyslovil tomuto zákroku, který byl proveden pod vedením Teng Siao-Pchinga, oficiálně podporu. V roce 1993 se z politického života stáhl a přestal se veřejně vyjadřovat k politickým záležitostem.